# مدينة البرز الصناعية (بير يوسفيان)
مدینة البرز الصناعیة (بالإنجليزية: Shahrak-e Sanati-ye Alborz)‏ هي منطقة سكنية تقع في إيران في قسم بیر یوسفیان الریفي. يقدر عدد سكانها بـ 686 نسمة .